# Cardinal Mahlo
Em matemática, um Cardinal Mahlo é um determinado tipo de número cardinal grande. Cardinais Mahlo  foram primeiramente descrita por Paul Mahlo na primeira década do século XX. Tal como acontece com todos os números cardinais grandes, nenhuma dessas variedades de cardinais Mahlo pode ser provada a existência de ZFC (assumindo que ZFC é consistente). 
Um número cardinal κ é chamado Mahlo se κ é inacessível e o conjunto U = {λ < κ: λ é inacessível} é estacionário em κ.
Um cardinal κ é chamada de fracamente Mahlo se κ é fracamente inacessível e o conjunto de cardinais fracamente inacessíveis menor que κ é estacionário em κ.